# Gagik Daġbašyan
Gagik Tigrani Daġbašyan (in armeno Գագիկ Տիգրանի Դաղբաշյան?; in russo Гагик Тигранович Дагбашян?, Gagik Tigranovič Dagbašjan; Erevan, 19 ottobre 1990) è un calciatore armeno, difensore svincolato.

## Palmarès

### Club

#### Competizioni nazionali
- Coppa d'Armenia: 1

Alaškert: 2018-2019